# أليبيو فريري
أليبيو فريري (سلفادور، 4 نوفمبر 1945 - ساو باولو، 22 أبريل 2021) صحفي وكاتب وفنان برازيلي.

## السيرة الشخصية
كان سجينًا سياسيًا في الدكتاتورية العسكرية البرازيلية بين عامي 1969 و1974، وسُجن وتعرض للتعذيب في سجن تيرادينتس. وكان اعتقاله بسبب دوره في مقاومة الانقلاب العسكري، لا سيما بسبب تشدده في الجناح الأحمر. تم العفو عنه في عام 2005.
كان من الأعضاء المؤسسين لحزب العمال. خدم في حركة العمال الريفيين المعدمين.
عمل فريري في العديد من المنشورات الصحفية البديلة. خلال فترة الديكتاتورية شارك في وحدة النضال والعمالة البروليتارية. في وقت لاحق أسس مجلة سيم تيرا وصحيفة برازيل دي فاتو. أنتج الفيلم الوثائقي «1964 انقلاب على البرازيل».
توفي فريري في 22 أبريل نتيجة المضاعفات المتعلقة بـ كوفيد 19.